# Aslı Bayram
Aslı Bayram (ur. 1 kwietnia 1981 w Darmstadt) – niemiecka aktorka pochodzenia tureckiego.

## Życiorys
Była córką Alego Bayrama, który w 1994 został zamordowany przez neonazistę. W zamachu tym 13-letnia wówczas Aslı Bayram została ranna. W 2005 jako pierwsza osoba pochodzenia tureckiego zdobyła tytuł Miss Niemiec, reprezentując Niemcy na konkursie Miss Universe w Bangkoku.
Ukończyła studia w szkole aktorskiej Max-Beckmann-Schule we Frankfurcie nad Menem, naukę kontynuowała w Wiedniu pod kierunkiem Anne Mertin. W filmie zadebiutowała w 2005, grając początkowo w produkcjach niskobudżetowych. Przełomowe znaczenie w jej karierze miała rola w filmie Jump! u boku Patricka Swayze. Kolejna rola w czarnej komedii Short Cut to Hollywood okazała się sukcesem na Berlinale w 2009. Jej dorobek filmowy obejmuje kilkanaście ról, w tym rolę w popularnym serialu Die Wüstenärztin. Na scenie teatralnej sukcesem aktorki była rola w monodramie Dziennik Anny Frank, prezentowanym przez Frankfurt Theater na scenach niemieckich i amerykańskich.
W 2009 ukazała się książka autobiograficzna aktorki Grenzgängerin - Leben zwischen den Welten, opublikowana przez wydawnictwo Random House. Aktorka angażuje się w kampanie przeciwko rasizmowi i ksenofobii. W 2010 objęła patronat nad szkołą w Wiesbaden, w której uczy się liczna grupa dzieci imigrantów.

## Filmografia
- 2005: Miss Universe 2005 (dokumentalny)
- 2006: Beyza'nin kadinlari jako Aslı
- 2006: Jump! jako Josefine Gehwolf
- 2007: Short Cut to Hollywood jako Roseanne May
- 2007: SOKO Donau (serial telewizyjny) jako Tanja
- 2010: 180° - Wenn deine Welt plötzlich Kopf steht jako Özlem Özel
- 2010: Sevdah za Karima jako Džemila
- 2011: Body Complete jako Nicole
- 2012: Die Wüstenärztin (serial telewizyjny) jako Raisa
- 2013: One Chance jako Julia
- 2015: Złota dama jako Isa, sekretarka Wrana
- 2015: Unseen jako Amira
- 2015: Septembers of Shiraz jako Shahla
- 2019: Justice - Verstrickt im Netz der Macht jako Sylvia